# Robert A. Dillon
Pour les articles homonymes, voir Dillon.
Robert A. Dillon est un scénariste américain, né le 13 février 1889 à New York et mort le 28 novembre 1944  à Los Angeles. Il est le frère de John Francis Dillon.

## Filmographie partielle
- 1920 : Le Dernier des Mohicans de Maurice Tourneur et Clarence Brown
- 1921 : L'Allumeur de réverbères de Howard M. Mitchell
- 1925 : The Prairie Pirate de Edmund Mortimer
- 1927 : A Million Bid de Michael Curtiz
- 1936 : Sur parole de Lew Landers